# Saroba costiplaga
Saroba costiplaga är en fjärilsart som beskrevs av George Thomas Bethune-Baker 1906. Saroba costiplaga ingår i släktet Saroba och familjen nattflyn. Inga underarter finns listade.